# Cobitis meridionalis
Cobitis meridionalis és una espècie de peix de la família dels cobítids i de l'ordre dels cipriniformes.

## Morfologia
- Els mascles poden assolir 7 cm de llargària total i les femelles 11.[3][4]

## Reproducció
És ovípar i fresa entre abril i maig.

## Alimentació
Menja invertebrats.

## Hàbitat
Viu en zones de clima subtropical.

## Distribució geogràfica
Es troba a Grècia, Albània i Macedònia del Nord.

## Estat de conservació
Es troba amenaçat d'extinció a causa de la contaminació i l'extracció d'aigua.